# Zangvogels
Zangvogels (Passeriformes), in het verleden ook wel roestvogels genoemd, zijn een omvangrijke orde van vogels (Aves). De zangvogels vormen de soortenrijkste orde en een van de meest diverse clades van de terrestrische gewervelden: ongeveer 60% van alle vogelsoorten behoren tot deze orde. Er zijn meer dan 6500 soorten beschreven, verdeeld over 140 families.
De zangvogels zijn waarschijnlijk de jongste groepen vogels en stammen uit het Eoceen. De eerste zangvogels ontwikkelden zich in het zuidelijk halfrond, ongeveer 60 miljoen jaar geleden. De poten van zangvogels zijn, op enkele uitzonderingen na, anisodactyl, wat wil zeggen dat er drie tenen naar voren wijzen en één naar achteren. Dit vergemakkelijkt het zitten en rondbewegen over takken of de grond.
Zangvogels zijn bekende diermuzikanten. Zij onderscheiden zich op muzikaal gebied van andere vogels, door een ver ontwikkelde syrinx. Zangvogels hebben zeven spieren om zang te produceren. De meeste soorten voeden zich met zowel insecten als zaden en fruit. De term Passeriformes komt van de wetenschappelijke naam voor de huismus, Passer domesticus.

## Taxonomie

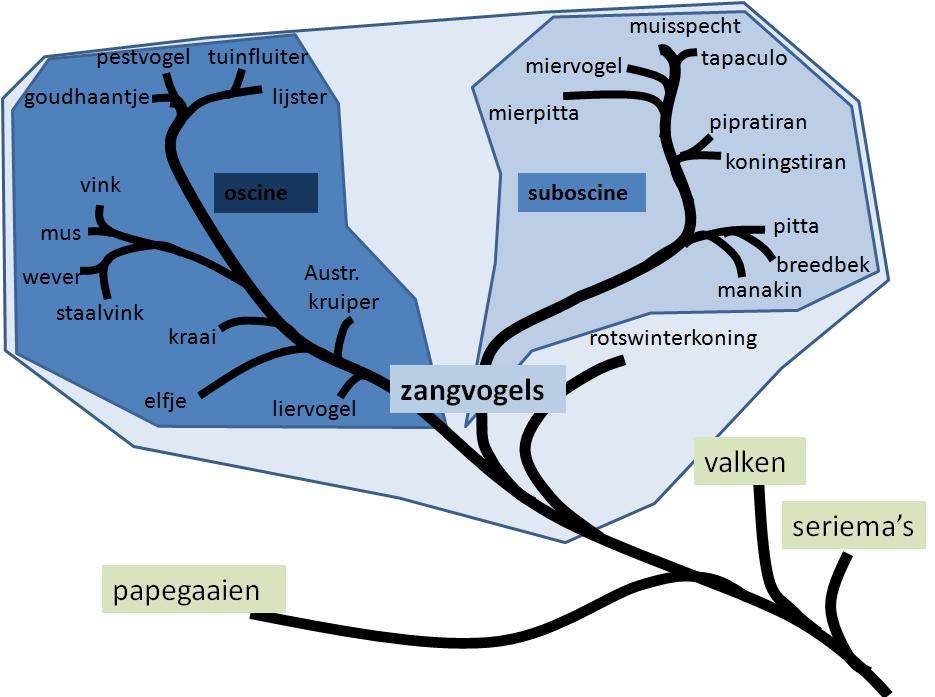
Fylogenetische stamboom van de zangvogels.

DNA-onderzoek naar de taxonomie van de vogels laat zien dat de traditionele indeling van de orde door moleculair-genetisch onderzoek redelijk goed wordt ondersteund. Bijvoorbeeld de onderverdeling in:
- Eigenlijke zangvogels (Oscines) en
- Suboscines of schreeuwvogels

Deze onderverdeling in twee clades wordt bevestigd door dit onderzoek. Daarentegen blijken de naaste verwanten de papegaaiachtigen en wat verder de valken en de seriema's te zijn. Deze groepen zijn samen weer een onderdeel van een grotere groep die wel de 'landvogels' genoemd wordt. Deze indeling verschilt sterk van de traditionele indeling van voor het tijdperk van het DNA-onderzoek.  
Passeriformes
|  | Eurylaimides (breedbekken, hapvogels en pitta's)                               |
|  |                                                                                |
|  | \| \| Tyranni \| \| \| \| \| \| Furnarii (ovenvogels en verwanten) \| \| \| \| |
|  |                                                                                |
|  | Tyranni                                                                        |
|  |                                                                                |
|  | Furnarii (ovenvogels en verwanten)                                             |
|  |                                                                                |

|  | Tyranni                            |
|  |                                    |
|  | Furnarii (ovenvogels en verwanten) |
|  |                                    |

|  | Eurylaimides (breedbekken, hapvogels en pitta's)                               |
|  |                                                                                |
|  | \| \| Tyranni \| \| \| \| \| \| Furnarii (ovenvogels en verwanten) \| \| \| \| |
|  |                                                                                |
|  | Tyranni                                                                        |
|  |                                                                                |
|  | Furnarii (ovenvogels en verwanten)                                             |
|  |                                                                                |

|  | Tyranni                            |
|  |                                    |
|  | Furnarii (ovenvogels en verwanten) |
|  |                                    |

|  | Eurylaimides (breedbekken, hapvogels en pitta's)                               |
|  |                                                                                |
|  | \| \| Tyranni \| \| \| \| \| \| Furnarii (ovenvogels en verwanten) \| \| \| \| |
|  |                                                                                |
|  | Tyranni                                                                        |
|  |                                                                                |
|  | Furnarii (ovenvogels en verwanten)                                             |
|  |                                                                                |

|  | Tyranni                            |
|  |                                    |
|  | Furnarii (ovenvogels en verwanten) |
|  |                                    |

|  | Eurylaimides (breedbekken, hapvogels en pitta's)                               |
|  |                                                                                |
|  | \| \| Tyranni \| \| \| \| \| \| Furnarii (ovenvogels en verwanten) \| \| \| \| |
|  |                                                                                |
|  | Tyranni                                                                        |
|  |                                                                                |
|  | Furnarii (ovenvogels en verwanten)                                             |
|  |                                                                                |

|  | Tyranni                            |
|  |                                    |
|  | Furnarii (ovenvogels en verwanten) |
|  |                                    |

|  | Eurylaimides (breedbekken, hapvogels en pitta's)                               |
|  |                                                                                |
|  | \| \| Tyranni \| \| \| \| \| \| Furnarii (ovenvogels en verwanten) \| \| \| \| |
|  |                                                                                |
|  | Tyranni                                                                        |
|  |                                                                                |
|  | Furnarii (ovenvogels en verwanten)                                             |
|  |                                                                                |

|  | Tyranni                            |
|  |                                    |
|  | Furnarii (ovenvogels en verwanten) |
|  |                                    |

|  | Eurylaimides (breedbekken, hapvogels en pitta's)                               |
|  |                                                                                |
|  | \| \| Tyranni \| \| \| \| \| \| Furnarii (ovenvogels en verwanten) \| \| \| \| |
|  |                                                                                |
|  | Tyranni                                                                        |
|  |                                                                                |
|  | Furnarii (ovenvogels en verwanten)                                             |
|  |                                                                                |

|  | Tyranni                            |
|  |                                    |
|  | Furnarii (ovenvogels en verwanten) |
|  |                                    |

|  | Eurylaimides (breedbekken, hapvogels en pitta's)                               |
|  |                                                                                |
|  | \| \| Tyranni \| \| \| \| \| \| Furnarii (ovenvogels en verwanten) \| \| \| \| |
|  |                                                                                |
|  | Tyranni                                                                        |
|  |                                                                                |
|  | Furnarii (ovenvogels en verwanten)                                             |
|  |                                                                                |

|  | Tyranni                            |
|  |                                    |
|  | Furnarii (ovenvogels en verwanten) |
|  |                                    |

|  | Eurylaimides (breedbekken, hapvogels en pitta's)                               |
|  |                                                                                |
|  | \| \| Tyranni \| \| \| \| \| \| Furnarii (ovenvogels en verwanten) \| \| \| \| |
|  |                                                                                |
|  | Tyranni                                                                        |
|  |                                                                                |
|  | Furnarii (ovenvogels en verwanten)                                             |
|  |                                                                                |

|  | Tyranni                            |
|  |                                    |
|  | Furnarii (ovenvogels en verwanten) |
|  |                                    |

### Lijst van families(alfabetische volgorde)
De orde van zangvogels bestaat uit de volgende families:
- Acanthisittidae
- Acanthizidae
- Acrocephalidae
- Aegithalidae
- Aegithinidae
- Alaudidae
- Alcippeidae
- Artamidae
- Atrichornithidae
- Bernieridae
- Bombycillidae
- Buphagidae
- Calcariidae
- Callaeidae
- Calyptomenidae
- Calyptophilidae
- Campephagidae
- Cardinalidae
- Certhiidae
- Cettiidae
- Chaetopidae
- Chloropseidae
- Cinclidae
- Cinclosomatidae
- Cisticolidae
- Climacteridae
- Cnemophilidae
- Conopophagidae
- Corcoracidae
- Corvidae
- Cotingidae
- Dasyornithidae
- Dicaeidae
- Dicruridae
- Donacobiidae
- Dulidae
- Elachuridae
- Emberizidae
- Erythrocercidae
- Estrildidae
- Eulacestomatidae
- Eupetidae
- Eurylaimidae
- Falcunculidae
- Formicariidae
- Fringillidae
- Furnariidae
- Grallariidae
- Hirundinidae
- Hyliidae
- Hyliotidae
- Hylocitreidae
- Hypocoliidae
- Icteridae
- Icteriidae
- Ifritidae
- Irenidae
- Laniidae
- Leiothrichidae
- Locustellidae
- Machaerirhynchidae
- Macrosphenidae
- Malaconotidae
- Maluridae
- Melampittidae
- Melanocharitidae
- Melanopareiidae
- Meliphagidae
- Menuridae
- Mimidae
- Mitrospingidae
- Modulatricidae
- Mohoidae
- Mohouidae
- Monarchidae
- Motacillidae
- Muscicapidae
- Nectariniidae
- Neosittidae
- Nesospingidae
- Nicatoridae
- Notiomystidae
- Onychorhynchidae
- Oreoicidae
- Oriolidae
- Orthonychidae
- Oxyruncidae
- Pachycephalidae
- Panuridae
- Paradisaeidae
- Paradoxornithidae
- Paramythiidae
- Pardalotidae
- Paridae
- Parulidae
- Passerellidae
- Passeridae
- Pellorneidae
- Petroicidae
- Peucedramidae
- Phaenicophilidae
- Philepittidae
- Phylloscopidae
- Picathartidae
- Pipridae
- Pittidae
- Pityriasidae
- Platylophidae
- Platysteiridae
- Ploceidae
- Pnoepygidae
- Polioptilidae
- Pomatostomidae
- Promeropidae
- Prunellidae
- Psophodidae
- Ptiliogonatidae
- Ptilonorhynchidae
- Pycnonotidae
- Regulidae
- Remizidae
- Rhagologidae
- Rhinocryptidae
- Rhipiduridae
- Rhodinocichlidae
- Salpornithidae
- Sapayoidae
- Scotocercidae
- Sittidae
- Spindalidae
- Stenostiridae
- Sturnidae
- Sylviidae
- Teretistridae
- Thamnophilidae
- Thraupidae
- Tichodromidae
- Timaliidae
- Tityridae
- Troglodytidae
- Turdidae
- Tyrannidae
- Urocynchramidae
- Vangidae
- Viduidae
- Vireonidae
- Zeledoniidae
- Zosteropidae